# Maria Vittoria dal Pozzo della Cisterna
Maria Vittoria Carlotta Enrichetta Giovanna dal Pozzo della Cisterna (Parigi, 9 agosto 1847 – Sanremo, 8 novembre 1876), erede di un antico casato piemontese (il Castello di Cisterna d'Asti),  fu regina consorte di Spagna dal 16 novembre 1870 all'11 febbraio 1873 come sposa di Amedeo I di Spagna.

## Biografia

### Infanzia

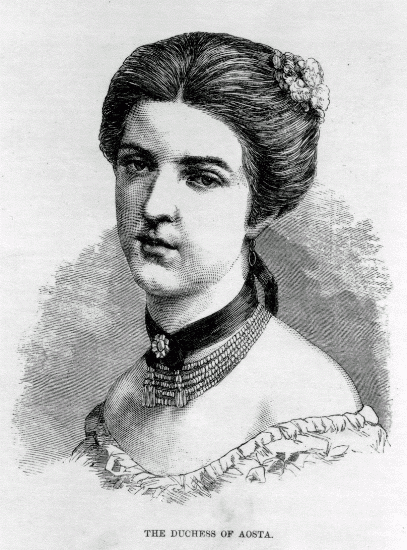
Maria Vittoria in giovane età.

Nacque nella famiglia dei principi Dal Pozzo della Cisterna, una delle poche famiglie aristocratiche del Regno di Sardegna a portare il titolo principesco. Figlia del principe e patriota Carlo Emanuele, poi Senatore del Regno d'Italia e della contessa Louise de Mérode (sorella di Antoinette de Mérode), con lei si estinse la linea dei Principi della Cisterna, i cui titoli passarono alla Casa d'Aosta per via matrimoniale.

### Matrimonio

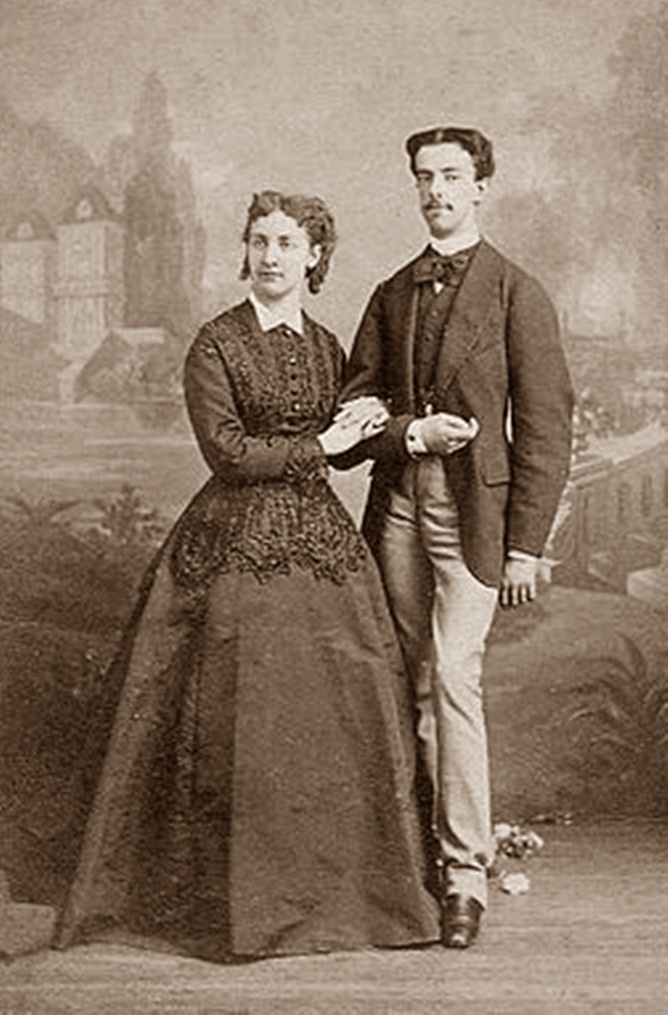
Maria Vittoria e Amedeo di Savoia.

Sposò a Torino il 30 maggio 1867 Amedeo di Savoia, duca d'Aosta, figlio di Vittorio Emanuele II re d'Italia.
Essendo il figlio del re, dopo l'annuncio del loro fidanzamento, Maria ricevette con regio decreto del 19 febbraio 1867 il trattamento di Altezza Reale. Inoltre, in onore del re, aggiunse il nome Vittoria. Dopo il loro matrimonio, il suo nome diventò S.A.R. la Principessa Maria Vittoria d'Italia, Duchessa d'Aosta.

### Regina di Spagna

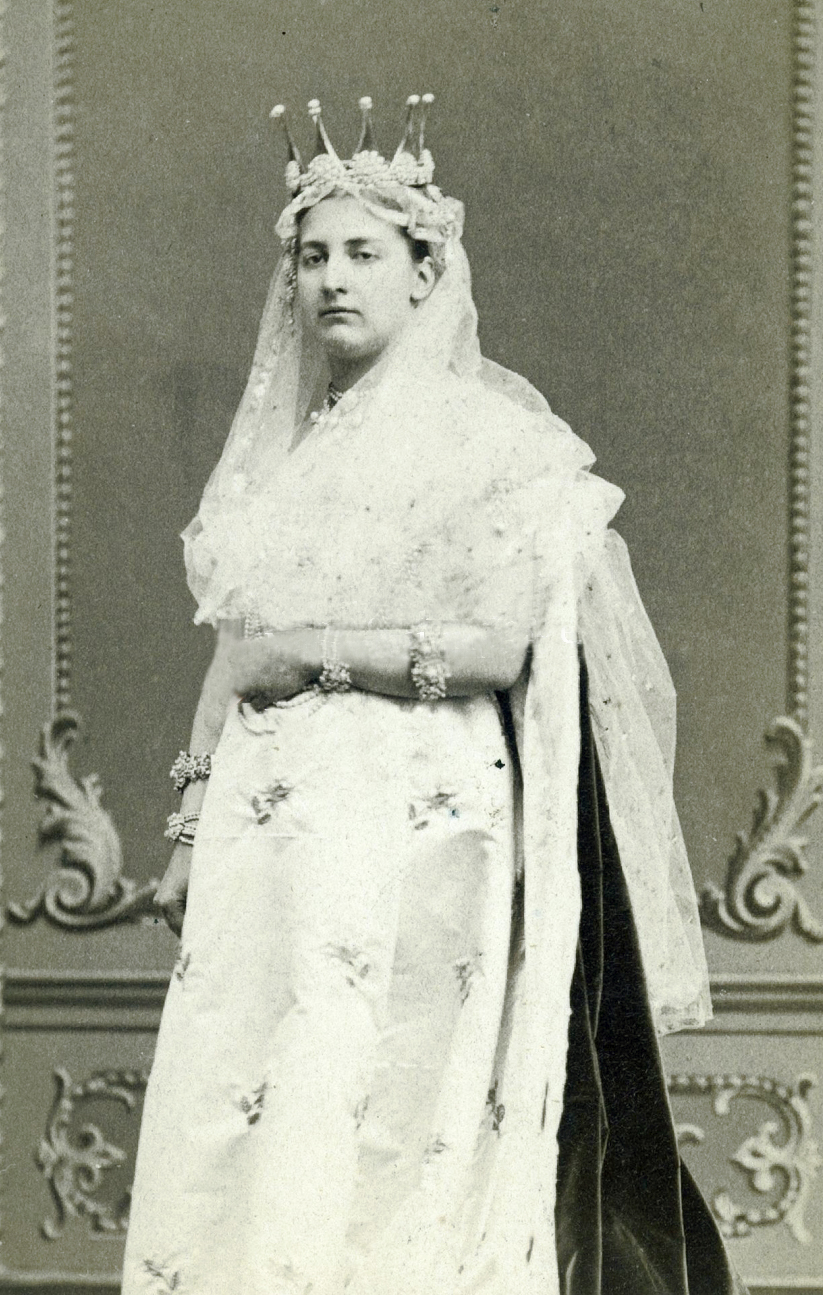
Maria Vittoria, regina di Spagna nel 1872.

Nel 1870, a seguito della deposizione della regina di Spagna Isabella II e dopo la rinuncia di Leopoldo di Hohenzollern-Sigmaringen, Amedeo venne chiamato dalle Cortes (equivalente del Parlamento) a salire sul Trono spagnolo.
Maria Vittoria seguì il marito a Madrid dove ebbe molto a soffrire, per la sua costituzione delicata, dei contraccolpi del difficile Regno. Aliena da ogni attività politica, si dedicò solo ad opere di beneficenza.
Il regno si rivelò però tempestoso e molto contrastato e si concluse con l'abdicazione: lasciato il Trono di Spagna nel 1873 e rientrato in Italia, Amedeo riprese il titolo di Duca d'Aosta e venne reintegrato nei diritti connessi.

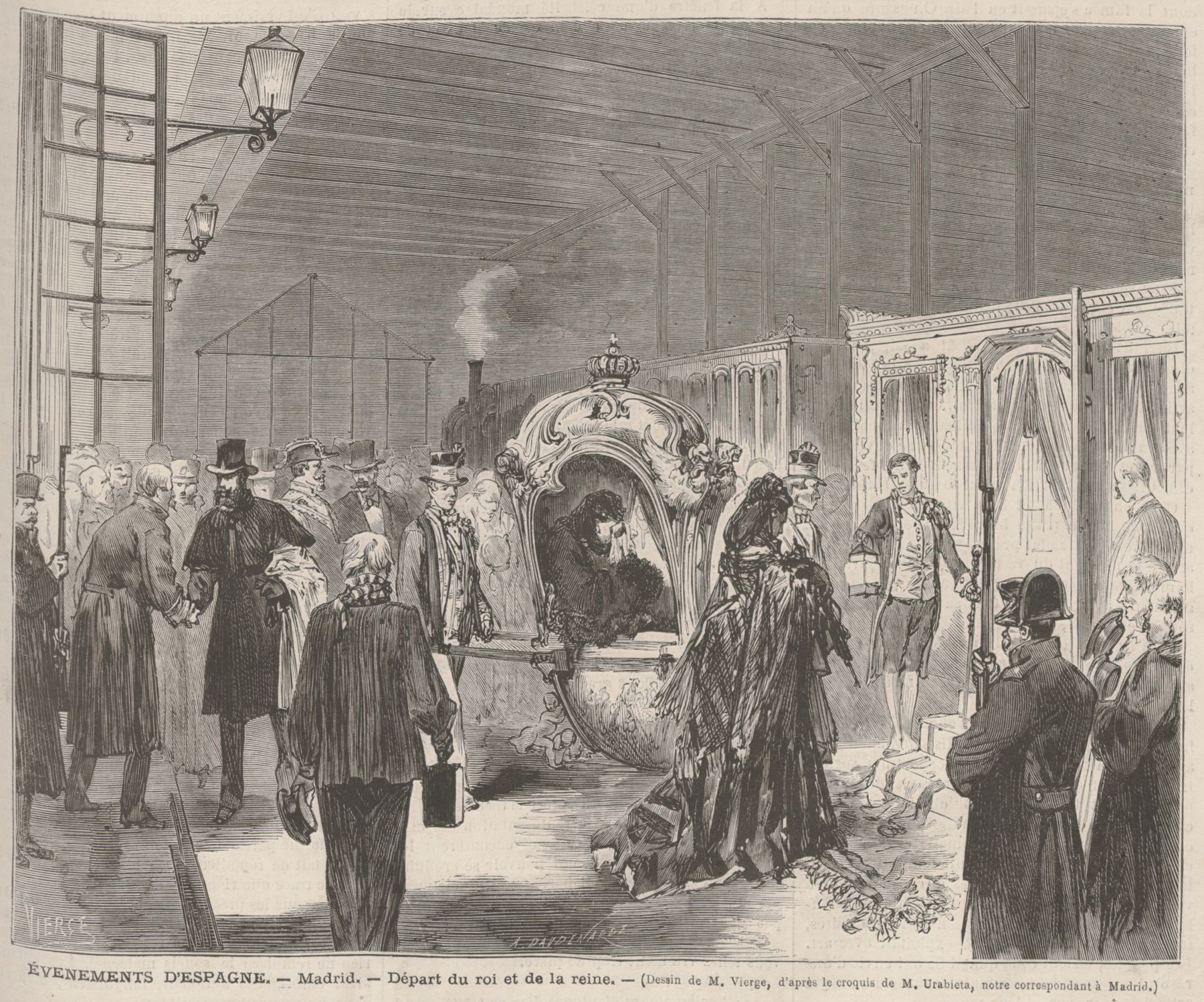
Il Re e la Regina di Spagna abbandonano il Paese il 22 febbraio 1873.

Durante il suo regno come consorte fu creato l'Ordine Civile di Maria Vittoria, di cui fu Sovrana, istituito con regio decreto del 7 luglio 1871, che premiava gli eccellenti servizi resi alla pubblica istruzione fornendo o migliorando le istituzioni educative, la pubblicazione di lavori scientifici di riconosciuto valore letterario o artistico, la promozione delle scienze, arti, letteratura e
industria.
L'Ordine decadde con l'abdicazione di re Amedeo e non venne rinnovato dalla restaurata monarchia dei 
Borbone.

### Morte

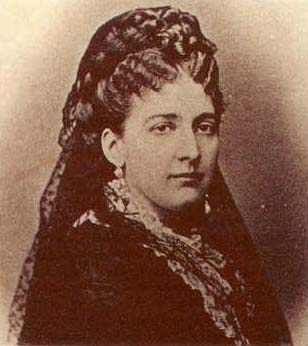
Maria Vittoria nel 1871 a 25 anni.

Rientrata in Italia col marito visse nel palazzo avito di Torino (Palazzo Cisterna, oggi sede della città metropolitana). Nel 1876, essendosi ammalata di tubercolosi, fu portata a Sanremo dove si sperava che il clima mite della riviera ligure potesse giovare alla sua salute. La malattia la portò alla morte l'8 novembre.  
Sulla sua tomba nella basilica di Superga si legge ancor oggi in una vecchia corona mortuaria: «En prueba de respetuoso cariño a la memoria de doña María Victoria, las lavanderas de Madrid, Barcelona, Valencia, Alicante, Tarragona, a tan virtuosa señora».

## Discendenza

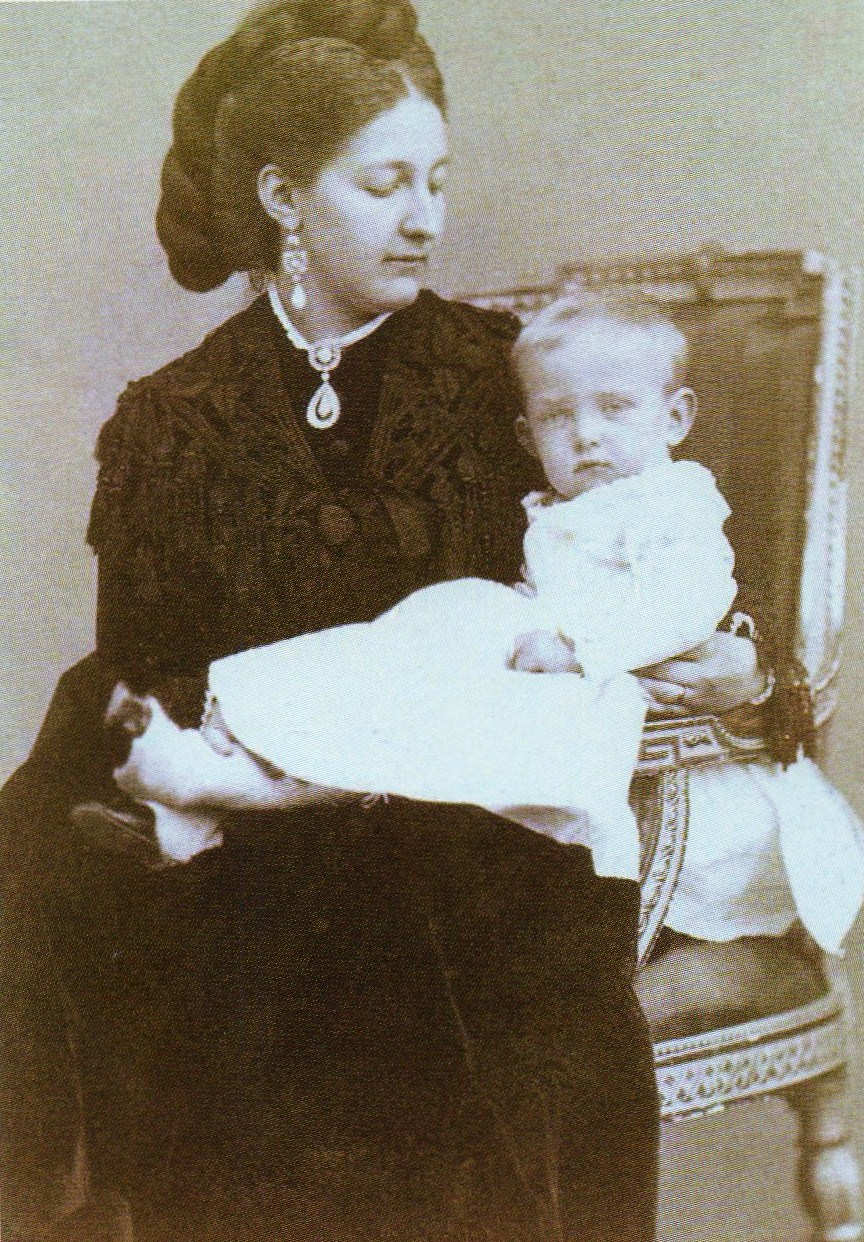
Maria Vittoria fotografata col figlio Emanuele Filiberto di Savoia-Aosta.

Dal matrimonio con Amedeo di Savoia nacquero tre figli:
- Emanuele Filiberto di Savoia-Aosta (1869-1931), dal quale discende l'attuale ramo dei Savoia-Aosta;
- Vittorio Emanuele di Savoia-Aosta (1870-1946), conte di Torino;
- Luigi Amedeo di Savoia-Aosta (1873-1933), duca degli Abruzzi.

## Ascendenza
|                                           |                             |                                          | Genitori                                   |  |  | Nonni |  |  | Bisnonni                          |  |  | Trisnonni                               |  |
|                                           |                             |                                          |                                            |  |  |       |  |  | Giuseppe dal Pozzo della Cisterna |  |  | Alfonso Enrico dal Pozzo della Cisterna |  |
|                                           |                             |                                          |                                            |  |  |       |  |  | Giuseppe dal Pozzo della Cisterna |  |  | Alfonso Enrico dal Pozzo della Cisterna |  |
|                                           |                             | Barbara Benedetta Roero di Cortanze      |                                            |  |  |       |  |  | Giuseppe dal Pozzo della Cisterna |  |  |                                         |  |
| Giuseppe Alfonso dal Pozzo della Cisterna |                             |                                          |                                            |  |  |       |  |  | Giuseppe dal Pozzo della Cisterna |  |  |                                         |  |
|                                           |                             | Enrichetta Caresana di Carizio           | Pietro Giorgio Caresana di Carisio         |  |  |       |  |  |                                   |  |  |                                         |  |
|                                           |                             | Enrichetta Caresana di Carizio           | Pietro Giorgio Caresana di Carisio         |  |  |       |  |  |                                   |  |  |                                         |  |
|                                           |                             | Enrichetta Caresana di Carizio           | Luigia Gabriella Doria di Ciriè            |  |  |       |  |  |                                   |  |  |                                         |  |
| Carlo Emanuele dal Pozzo della Cisterna   |                             | Enrichetta Caresana di Carizio           |                                            |  |  |       |  |  |                                   |  |  |                                         |  |
|                                           |                             | Carlo Emanuele Balbo Bertone di Sambuy   | Giulio Cesare Balbo Bertone di Sambuy      |  |  |       |  |  |                                   |  |  |                                         |  |
|                                           |                             | Carlo Emanuele Balbo Bertone di Sambuy   | Giulio Cesare Balbo Bertone di Sambuy      |  |  |       |  |  |                                   |  |  |                                         |  |
|                                           |                             | Carlo Emanuele Balbo Bertone di Sambuy   | Beatrice di Saluzzo di Verzuolo            |  |  |       |  |  |                                   |  |  |                                         |  |
| Maria Anna Balbo Bertone di Sambuy        |                             | Carlo Emanuele Balbo Bertone di Sambuy   |                                            |  |  |       |  |  |                                   |  |  |                                         |  |
|                                           |                             | Rosalia Asinari di San Marzano           | Filippo Valentino Asinari di San Marzano   |  |  |       |  |  |                                   |  |  |                                         |  |
|                                           |                             | Rosalia Asinari di San Marzano           | Filippo Valentino Asinari di San Marzano   |  |  |       |  |  |                                   |  |  |                                         |  |
|                                           |                             | Rosalia Asinari di San Marzano           | Maria Luisa Ferrero-Fieschi di Masserano   |  |  |       |  |  |                                   |  |  |                                         |  |
| Maria Vittoria dal Pozzo                  |                             | Rosalia Asinari di San Marzano           |                                            |  |  |       |  |  |                                   |  |  |                                         |  |
|                                           | Guillaume Charles di Merode | Philippe Maximilien de Mérode            |                                            |  |  |       |  |  |                                   |  |  |                                         |  |
|                                           | Guillaume Charles di Merode | Philippe Maximilien de Mérode            |                                            |  |  |       |  |  |                                   |  |  |                                         |  |
|                                           | Guillaume Charles di Merode | Marie Catherine de Mérode                |                                            |  |  |       |  |  |                                   |  |  |                                         |  |
| Werner di Merode-Westerloo                | Guillaume Charles di Merode |                                          |                                            |  |  |       |  |  |                                   |  |  |                                         |  |
|                                           |                             | Marie Joséphine d'Ongnies                | Othon Henri d'Ongnies                      |  |  |       |  |  |                                   |  |  |                                         |  |
|                                           |                             | Marie Joséphine d'Ongnies                | Othon Henri d'Ongnies                      |  |  |       |  |  |                                   |  |  |                                         |  |
|                                           |                             | Marie Joséphine d'Ongnies                | Marie Philippine Hyacinthe de Mérode       |  |  |       |  |  |                                   |  |  |                                         |  |
| Luisa Carolina Ghislaine di Merode        |                             | Marie Joséphine d'Ongnies                |                                            |  |  |       |  |  |                                   |  |  |                                         |  |
|                                           |                             | François de Spangen d'Uyternesse         | Charles François de Spangen d'Uyternesse   |  |  |       |  |  |                                   |  |  |                                         |  |
|                                           |                             | François de Spangen d'Uyternesse         | Charles François de Spangen d'Uyternesse   |  |  |       |  |  |                                   |  |  |                                         |  |
|                                           |                             | François de Spangen d'Uyternesse         | Marie Anne de Croix (detta de Drumez)      |  |  |       |  |  |                                   |  |  |                                         |  |
| Victoire de Spangen d'Uyternesse          |                             | François de Spangen d'Uyternesse         |                                            |  |  |       |  |  |                                   |  |  |                                         |  |
|                                           |                             | Louise Xavière de Flaveau de La Raudière | Jacques de Flaveau de Henry de la Raudière |  |  |       |  |  |                                   |  |  |                                         |  |
|                                           |                             | Louise Xavière de Flaveau de La Raudière | Jacques de Flaveau de Henry de la Raudière |  |  |       |  |  |                                   |  |  |                                         |  |
|                                           |                             | Louise Xavière de Flaveau de La Raudière | Ernestine Henriette de Cassal de Ny        |  |  |       |  |  |                                   |  |  |                                         |  |
|                                           |                             | Louise Xavière de Flaveau de La Raudière |                                            |  |  |       |  |  |                                   |  |  |                                         |  |

## Titoli e trattamento
- 9 agosto 1847 – 26 marzo 1864: Donna Maria dal Pozzo della Cisterna
- 26 marzo 1864 – 19 febbraio 1867: Donna Maria dal Pozzo della Cisterna, VI Principessa della Cisterna e di Belriguardo
- 19 febbraio 1867 – 30 maggio 1867: Sua Altezza Reale la Principessa Maria Vittoria dal Pozzo della Cisterna, VI Principessa della Cisterna e di Belriguardo
- 30 maggio 1867 – 6 novembre 1870: Sua Altezza Reale la principessa Maria Vittoria d'Italia, Duchessa Consorte d'Aosta, VI Principessa della Cisterna e di Belriguardo
- 6 novembre 1870 – 11 febbraio 1873: Sua Maestà la Regina Maria Vittoria, Regina Consorte di Spagna e delle Indie (María Victoria in spagnolo)
- 11 febbraio 1873 – 8 novembre 1876: Sua Altezza Reale la principessa Maria Vittoria d'Italia, Duchessa Consorte d'Aosta, VI Principessa della Cisterna e di Belriguardo

Per eredità paterna, Maria Vittoria portò inoltre suo jure i titoli di:
- VI Principessa della Cisterna.
- VI Principessa di Belriguardo.
- VII Marchesa di Voghera.
- VII Contessa di Reano.
- IX Contessa di Ponderano.
- IX Contessa di Bonvicino.
- VII Contessa di Neive.
- VII Contessa di Perno.
- Signora di Quagliuzzo, Grinzane e Vestignè.
- Consignora di Romagnano, Borriana, Beatino, Strambinello, Quaregna, Cerreto e Castellengo, titoli poi ereditati dalla Casa d'Aosta.

## Dediche

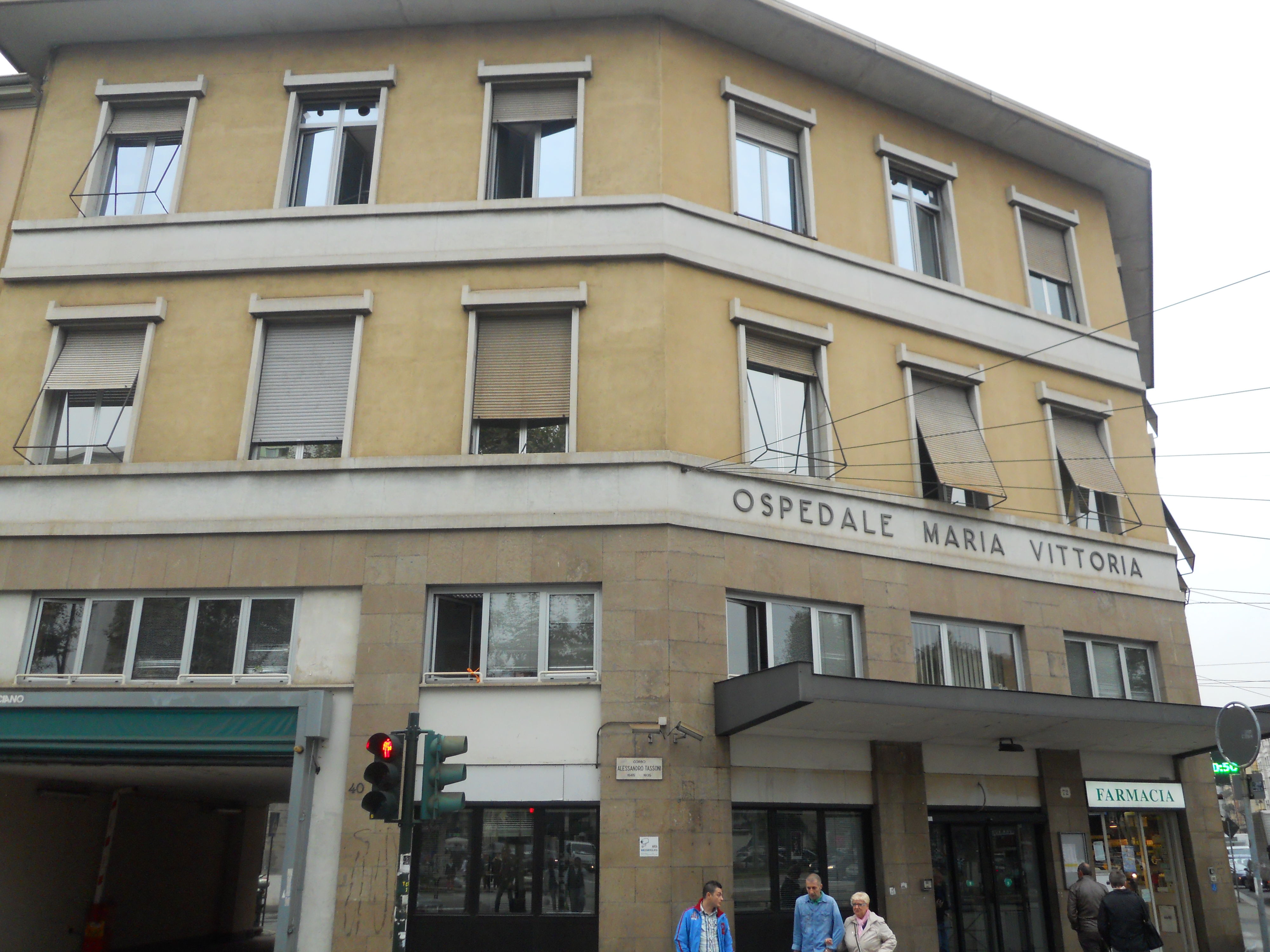
L'Ospedale Maria Vittoria di Torino, chiamato così in onore della Duchessa d'Aosta

In suo onore è stato intitolato in Torino l'Ospedale Maria Vittoria, situato in via Cibrario 72, in zona San Donato.

La città inoltre le ha dedicato la centrale via Maria Vittoria.
La scuola primaria di Cisterna d’Asti è intitolata alla Principessa Maria Vittoria dal Pozzo della Cisterna che è stata l’ultima proprietaria del castello del paese.

## Filmografia su Maria Vittoria dal Pozzo della Cisterna
- Nel 2014, il regista Luis Miñarro dirige un lungometraggio intitolato Stella cadente, ispirato alla vita dei sovrani di Spagna Amedeo di Savoia e Maria Vittoria. Il ruolo di Maria Vittoria è interpretato dall'attrice spagnola Bárbara Lennie.

## Collegamenti
- via Maria Vittoria
- Ospedale Maria Vittoria